# Dorothy Dandridge
Dorothy Jean Dandridge (født 9. november 1922, død 8. september 1965) var en amerikansk skuespiller, sanger og danser. Hun var den første afroamerikanske kvinde nogensinde til at blive nomineret for en Oscar for bedste kvindelige hovedrolle.
Dandridge var datter af en præst. Hun begyndte sin professionelle karriere i en alder af fire, da hun og sin søster optrådte med sang- og danse rutiner som The Wonder Children. Med tiden dukkede hun op i radio og blev populær som entertainer i natklubber.
Hun fik sin filmdebut i 1937 i en lille rolle i Marx brødernes film En dag på galopbanen. I slutningen af 1950'erne var hun en af de første afro-amerikanske skuespillere, som vandt stjernestatus i amerikanske film, blandt andet var hun var den første afro-amerikanske skuespiller, der blev nomineret til en Oscar for bedste kvindelige hovedrolle, for sin præstation i filmen Carmen Jones.
Hun mistede al sin rigdom i begyndelsen af 1960'erne, da hun investerede penge i et olieudvindingsprojekt.
Hun blev fundet død i sin lejlighed i West Hollywood liggende på gulvet ude i sit badeværelse. Dødsårsagen var en overdosis af sovepiller.

## Filmografi (udvalg)
- 1935 – Ungerne til skolefest
- 1937 – En dag på galopbanen
- 1941 – Dig skal det være
- 1941 – Nat over ørkenen
- 1941 – Bahama Passage
- 1941 – Lady from Louisiana
- 1951 – Tarzan i fare
- 1951 – Troldmændene fra Harlem
- 1954 – Carmen Jones
- 1957 – Øen i solen
- 1958 – The Decks Ran Red
- 1959 – Porgy og Bess